# Ross (California)
Ross, fundado en 1908 es un pueblo en el condado de Marin en el estado estadounidense de California. En el año 2000 tenía una población de 2,329 habitantes y una densidad poblacional de 564.3 personas por km².

## Geografía
Ross se encuentra ubicado en las coordenadas 37°57′45″N 122°33′18″O / 37.96250, -122.55500. Según la Oficina del Censo, la ciudad tiene un área total de 4,1 km² (1,6 mi²), de la cual 4,1 km² (1,6 mi²) es tierra y 0 km² (0 mi²) (0%) es agua.

## Demografía
Según la Oficina del Censo en 2000 los ingresos medios por hogar en la localidad eran de $102,015, y los ingresos medios por familia eran $102,593. Los hombres tenían unos ingresos medios de $75,784 frente a los $52,083 para las mujeres. La renta per cápita para la localidad era de $51,150. Alrededor del 8.5% de la población estaban por debajo del umbral de pobreza.